# 오클랜드 공과대학교
오클랜드 기술대학교(영어: Auckland University of Technology, 마오리어: Te Wananga Aronui o Tamaki Makau Rau, 약칭 AUT)는 뉴질랜드 북섬 오클랜드에 있는 대학이다. 같은 시내에 있는 오클랜드 대학과 다른 조직이다.

## 역사
1895년에 개교하였다. 개교 당시 오클랜드 기술학교로 기술 지도를 중심으로 야간 부분에만 설치되었다. 1906년부터 주간부를 설치하고 30명으로 개교하였고, 당시 학생은 800명이 넘었다. 1913년에 세돈 기념 기술대학으로 교명을 변경한다. 1969년 오클랜드 기술전문 학교로 교명을 다시 변경하였다. 1989년에 오클랜드 기술전문학교(AIT)로 교명을 변경하고, 학사 학위와 석사 학위를 수여하는 고등교육기관이 된다. 1995년 창립 100주년 기념식이 거행되었고, 학생수는 25,000명이 넘는다.
2000년 1월 1일을 기해 대학 자치권을 부여받으면서 오클랜드 기술대학교(AUT)로 거듭났다. AIT라고 역사에서 AUT로 교명을 변경한 후 AIT라는 다른 학교도 있다. 오클랜드 시내를 중심으로 2개의 캠퍼스와 1개의 연구 시설, 지역에 1개의 캠퍼스를 가지고 있다.

## 학부
- 응용인문학부 (Faculty of Applied Humanities)
- 상업학부 (Fuculty of Business)
- 디자인창작공학부 (Faculty of Design and Creative Technology)
- 건강환경과학부 (Faculty of Health and Environmental Sciences)
- 마오리개발학부 (Te Ara Poutama(Faculty of Maori Development)